# 李潤 (正德進士)
李潤（1477年—？），字子雨，山西蒲州人，濟州衛軍籍，明朝政治人物。

## 生平
弘治十四年（1501年）辛酉科順天府鄉試第三十七名舉人。正德六年（1511年）中式辛未科會試第七十四名，登第三甲第一百零四名進士。

## 家族
曾祖李忠；祖父李信；父李賢，母楊氏。慈侍下。